# Urban Discovery
Urban Discovery為香港一家已結業的連鎖式餐廳集團，由郭毅於2002年創辦。公司以多元化食肆見稱，全盛時期一度擁有28間食肆，包括目黑壽司、Stage Cafe、甲乙丙中國廚房及和庭日本料理。2008年11月12日，公司宣佈受到金融海嘯衝擊，旗下11間中西日式食肆全線結業。

## 歷史
2002年公司剛剛成立時，只有一家位於奧海城西餐廳Stage Cafe，員工不過30人。到了2003年沙士爆發後，經濟一片蕭條下，公司趁此機會開設多個品牌。包括於沙田連城廣場開設Stage Cafe及在旺角新世紀廣場和荃灣廣場開設和庭日本料理。同年12月，公司形合當年流行的京川滬菜，拓展中菜業務，於將軍澳新都城中心開設佔地8,000呎「甲乙丙中國廚房」，該店開業之初，曾日賣近700籠小籠包、500碗擔擔麵，排隊人龍不絕。
2004年1月，集團於馬鞍山新港城中心開設「麵盆」，售賣中國特色麵食。同年7月，集團見到羽壽司及峰壽司相繼開張，即時建立「目黑壽司」品牌，於將軍澳東港城開設首間分店。當年品牌強調創意壽司及手做即製壽司。包括從日本引入，現場即用火槍燒製的火炙壽司；還有士多啤梨、奇異果等生果壽司。同年10月，集團分店數目達12間。
2005年1月，集團投資近100萬元先後在將軍澳和屯門開設甜品店O's Sweet，售賣中、西及東南亞等數十款甜品。此外集團於荔枝角設立近5,000平方呎工場，負責目黑壽司前期製作工序，以及O's Sweet部分甜品製作。 同年12月，集團分店數目達24間，不過只有一間在主要購物區，其他集中於將軍澳、屯門、元朗等新市鎮。
2006年1月，集團於慈雲山中心設立This Moment咖啡店，品牌概念與集團旗下的Stage Cafe相似，不過定位較為大眾化。集團同時把「目黑壽司」引入其他商場。2007年6月，「目黑壽司」於MegaBox開設接近4,000呎的旗艦店。

## 公司清盤
2008年年中，集團其中5間食肆已經結業。到了2008年11月11日，在金融海嘯威力強勁衝擊下，集團拖欠約1,300萬元貨款及350名員工約300萬元員工薪金，集團旗下11間分店全線結業。 勞工處至接獲至少213名員工求助，處方將會與臨時清盤人接觸，並會在11月24日開會，商討欠款事宜。
2008年12月13日，強積金管理局入稟高等法院，申請將Urban Discovery清盤。包括旗下的目黑壽司有限公司、經營泰皇朝的甲乙丙中國廚房有限公司、經營和庭日本料理的和庭日本料理有限公司，及經營Stage Cafe 的Stage Cafe Limited。據入稟狀指該四間公司的報稱地址為同一個位於尖沙咀地址。據悉，目黑壽司自上月全線結業後，集團近三百名員工被拖欠薪金、代通知金、遣散費及強積金供款，有員工更被剋扣強積金。